# Ворота Балавата
Ворота Балават представляют собой три набора украшенных бронзовых лент, которые украшали главные двери нескольких зданий в Балават (древний Имгур-Энлиль), датируемый периодом правления Ашшурнацирапала II (годы правления 883—859 годы до н. э.) и Салманасара III (годы правления 859—824 годы до н. э.). Широкое использование ими повествовательного искусства, изображающего подвиги ассирийских царей, укрепило их положение в качестве одного из наиболее важных сохранившихся произведений искусства Неоассирийской империи, сравнимых с обширным Ассирийские дворцовые рельефы. Когда Неоассирийская империя пала в 614—612 гг. До н. э. , Балават был разрушен. Деревянные элементы ворот разложились, остались только бронзовые ленты (некоторые из которых сильно пострадали). Остатки двух наборов ворот можно найти в коллекции Британского музея, а из Храма Маму — в Музее Мосула . Небольшие фрагменты бронзовых дверных лент Салманасара также находятся в Художественном музее Уолтерса в Балтиморе и в Стамбульских археологических музеях .

## Описание
Современные надписи предполагают, что ворота в Балават около Нимруда были сделаны из кедра. Они не были навесными, так как открывались поворотными массивными сосновыми столбами, украшенными бронзой и превращенными в каменные гнезда. Археологи считают, что изначально ворота были высотой 6,8 метра, и эти оценки были использованы для создания полноразмерных реконструкций ворот Британского музея. Ворота Британского музея были обнаружены в 1878 году местным археологом Хормуздом Рассамом. Расам был первым ассирийским археологом. К моменту их открытия дерево уже сгнило, остались лишь остатки украшенных бронзовых лент. Восемь полос на каждой двери были в общей сложности более 285 футов в длину, и они украшали и укрепляли внешнюю поверхность и дверную стойку каждой двери. 265 футов оркестров находятся в Британском музее, а 2 фута — в музее Уолтерса в Балтиморе. Разнообразие изображений дает археологам представление о жизни, технологиях и цивилизации того времени. Иллюстрированная информация дополнена надписями, дающими дополнительную информацию.
Полосы описывают важное религиозное открытие в 852 г. до н. э., когда король Салманасар III обнаружил исток реки Тигр в Тигровый туннель. Это было очень важное событие, потому что реки считались божествами. На фотографиях также изображены рабочие, вырезающие стены, чтобы представить своего короля так, как он одобрил бы. В Восточной Турции до сих пор можно увидеть резные рисунки, сделанные рабочими Шаламанесара к юго-западу от озера Ван . Возможно, самые важные изображения — это планы близлежащих зданий, поскольку они восстановили репутацию Рассама, открывшего ворота. После открытия ворот было много споров о том, были ли эти ворота найдены здесь и дал ли Расам точный отчет. Утверждалось, что это важная находка в второстепенном месте, и эти ворота, должно быть, пришли из более важного соседнего города, такого как Ниневия . Однако раскопки на этом месте показали, что изображения на воротах согласуются с доказательствами на земле, которые доказывают, что ворота действительно находились в Балавате, Балават был важен, ворота были здесь и Расам говорил правду. Расам считал, что многие другие его открытия были сделаны высокопоставленными сотрудниками Британского музея.
В 1893 году Расам подал в суд на хранителя Британского музея Э. А. Уоллис Бадж в британских судах за клевету и клевету. Бадж написал попечителям музея, что Расам использовал «своих родственников» для контрабанды древностей из Ниневии и отправлял только «мусор» в Британский музей . Престарелый Расам был расстроен этими обвинениями, и когда он бросил вызов Баджу, он получил частичные извинения и опровержение, которые Высокий суд посчитал «неискренним» и «не джентльменским». Расам обратился в суд, и его полностью поддержал судья, но не присяжные.

## Три набора ворот
План раскопок Балавата 1882 года, показывающий два набора ворот, идентифицированных Рассамом.
Два набора ворот Балават были введены в эксплуатацию во время правления Ашшурнацирапала II, а одна — во время правления его сына Салманасара III. Первый набор был обнаружен Хормуздом Рассамом в 1878 году и сейчас находится в Британском музее. Наряду с этими воротами был обнаружен известняковый сундук, содержащий две мраморные таблички с надписью Ашшурнацирапал II. Надписи на этом сундуке описывали фундамент храма с бронзовыми воротами, посвященного ассирийскому богу снов. Второй набор ворот происходит из храма Маму. Эти ворота были раскопаны Максом Маллоуэном в 1956 году и сейчас находятся в Музее Мосула, хотя многие части были разграблены в 2003 году. Третья группа ворот, которые были установлены Ашурнасирпалом Сын II, Салманасер III, был обнаружен Хормуздом Рассамом в 1878 году. Ворота Салманасера III также находятся в Британском музее. Третий набор ворот был опубликован в 1905 году. Ворота, принадлежащие Салманасеру III, были обнаружены на небольшом ассирийском городище Имгур-Энлиль .
Экхард Унгер, который был хранителем стамбульского музея, описал останки Ворота Балавата, которые до сих пор находятся в музеях Стамбула . Унгер был полностью осведомлен о том, что основные части ворот находятся в Лондоне и Париже, и он смог посетить оба места и обсудить их с соответствующими хранителями.

## Тисненые сцены
Сохранившиеся фрагменты все три набора ворот состоят из длинных лент или полос бронзы, которые крепились на деревянных дверях. Они были тиснёны и инкрустированы чеканным орнаментом, изображающим сцены войны, вручения дани и охоты на львов и быков. Каждая пара ворот состояла из 16 бронзовых лент (по 8 с каждой стороны). Все бронзовые ленты были расположены в декоративной схеме. Бронзовые окантовочные полосы на дверях также были начертаны. Ворота, заказанные Ашурнасирпалом II, украшены в едином регистре рельефными и выгравированными фигуративными сценами сверху и снизу, обрамленными пальметтами. За этими границами находится вторая пара внешних границ, включающая декоративные розетки. Бронзовые ленты закрывали обе двери и косяки. Тщательная реконструкция этих ворот показывает, что косяки были сужены кверху, а полосы также уменьшены в размере.